# Орден Франциска Скорини
Орден Франциска Скорини (біл. Ордэн Францыска Скарыны) — білоруська державна нагорода, орден. Заснований у 1995 року постановою Верховної Ради як одна з вищих державних нагород Білорусі за особливі заслуги в справі національно-державного відродження.

## Положення про орден
Орденом нагороджуються громадяни:
- за значні успіхи у справі національно-державного відродження Білорусі, досягнення в галузі національної мови, літератури, мистецтва, а також пропаганди культурної спадщини білоруського народу;
- за особливі заслуги в гуманітарній, благодійній діяльності, в справі захисту людської гідності та прав громадян, милосердя та інші благородні вчинки.

Орден Франциска Скорини носиться на лівому боці і за наявності інших орденів міститься після ордена Пошани.

## Опис ордена
Орден Франциска Скорини являє собою чотирикінечну зірку з колом, укладену в овал розміром по вертикалі 43 мм, по горизонталі — 39 мм. У центрі кола — рельєфне зображення Франциска Скорини, у нижній частині — лаврова гілка. Овал обрамлений біло-блакитний емалевою стрічкою з написом «Францыск Георгій Скарына». Зворотний бік ордена має гладку поверхню, в центрі перебуває номер ордена.
Медаль за допомогою вушка і кільця з'єднується з колодкою семикутної форми, в нижній частині якої розташований знак «сігнет». Колодка обтягнута муаровою стрічкою темно-фіолетового кольору.
Орден виготовляється зі срібла з позолотою.

## Нагороджені
- Алфьоров Жорес Іванович — білоруський і російський фізик
- Алексій II — Патріарх Московський і всієї Русі
- Антонов Юрій Михайлович — російський композитор
- Булахов Михайло Гапейович — білоруський мовознавець
- Герлаван Борис Федосійович — білоруський художник
- Єльцин Борис Миколайович — перший президент Росії
- П'єр Карден — французький модельєр
- Лужков Юрій Михайлович — мер Москви
- Мулявін Володимир Георгійович — радянський і білоруський співак
- Савицький Михайло Андрійович — радянський і білоруський художник
- Філарет (Вахромєєв) — Патріарший Екзарх всієї Білорусі
- Фінберг Михайло Якович — білоруський музикант, диригент
- Янковський Ростислав Іванович — радянський і білоруський актор кіно і театру
- Ярмоленко Анатолій Іванович — білоруський музикант